# Ningal
Ningal (  , sum. dnin-gal, tłum. „wielka pani”) – w mitologii sumeryjskiej żona boga księżyca Nanny (akadyjskiego Sina), matka boga słońca Utu (akadyjskiego Szamasza). Czczono ją razem z Sinem w Ur, a także w sanktuarium boga Sina w Harranie, w północnej Syrii. Jej niezależny kult rozwinął się w Syrii już w II tys. p.n.e. przy czym zmieniono jej imię na Nikkal; tej formy imienia używano niekiedy również w Babilonii. 
Do Nikkal adresowany jest hymn, będący jednocześnie najstarszym zapisem utworu muzycznego (pochodzącym z ok. 1400 roku p.n.e. z państwa Hurytów, a odnalezionym w Ugarit), który udało się zrekonstruować i odtworzyć w XX wieku.